# Zgromadzenie gminne
Zgromadzenie gminne – zgromadzenia w Księstwie Warszawskim, na których wybierano część członków izby poselskiej. Zostały one wprowadzone na podstawie Konstytucji Księstwa Warszawskiego wydanej w 1807 roku przez Napoleona Bonaparte.

## Obrady
Zgromadzenie gminne było zwoływane przez króla, który ustalał czas, miejsce i temat, który ma zostać omówiony na spotkaniu. Wymagane było, aby zgromadzenia gminne nie odbywały się jednocześnie w jednym powiecie (zasada ta nie dotyczyła jedynie zgromadzenia miasta Warszawy). W zgromadzeniach mogli brać udział właściciele ziemscy niebędący szlachcicami, kupcy, rzemieślnicy, plebanie i wikariusze, artyści oraz zasłużeni wojskowi. Wymagane było od nich posiadanie praw politycznych. Każdy głosujący musiał mieć ukończone 21 lat. Listy uczestników były ostatecznie ustalane przez senat. Wymagano, aby na każde zgromadzenie przypadało przynajmniej 600 obywateli posiadających prawo do głosowania. Kandydaci musieli mieć ukończone 24 lata, posiadać umiejętność czytania i pisania. 

### Kompetencje
Zgromadzenia gminne nie zajmowały się innymi problemami, niż wybór deputowanych (obok posłów szlacheckich wchodzili oni w skład izby poselskiej) w liczbie 40 (po przyłączeniu Galicji Zachodniej ich liczba wzrosła do 66). Początkowo deputowani musieli być wybierani spośród uczestników zgromadzenia, jednak po wydaniu dekretu w 1809 roku, deputowanym mógł zostać także szlachcic. Każdemu zgromadzeniu przypadał wybór jednego deputowanego.

### Przebieg
Król nie tylko zwoływał zgromadzenia gminne, ale także wyznaczał obywateli prezydujących, będących przewodniczącymi wspomnianych spotkań. W przypadku nieporozumień mieli oni możliwość odroczenia obrad o kilka dni, a nawet ich rozwiązania po uprzednich konsultacjach. Głosowano poprzez aklamację, jednak w przypadku sprzeciwu choćby jednego spośród zebranych - poprzez tajne głosowanie gałkami. Wybierano kandydata, który zyskał względną większość głosów. Wybory były powtarzane co 9 lat, jednak co 3 lata jedna trzecia część izby poselskiej przestawała obejmować swoje urzędy.